# José Luis Palomino
José Luis Palomino (ur. 5 stycznia 1990 w San Miguel de Tucumán) – argentyński piłkarz występujący na pozycji obrońcy we włoskim klubie Atalanta. Wychowanek San Lorenzo, w trakcie swojej kariery grał także w takich zespołach, jak Argentinos Juniors, FC Metz oraz Łudogorec Razgrad.